# Scott Sunderland (cyclisme, 1966)
Pour les articles homonymes, voir Scott Sunderland et Sunderland.
Scott Sunderland (né le 28 novembre 1966 à Inverell, Nouvelle-Galles du Sud) est un ancien coureur cycliste australien. Coureur professionnel de 1990 à 2004, il a été directeur sportif de l'équipe CSC de 2005 à 2008 puis de l'équipe Sky en 2010.

## Biographie
Scott Sunderland commence le cyclisme à l'âge de sept ans. En 1987, à l'âge de vingt ans, il quitte l'Australie pour la Suisse, rejoignant l'équipe amateure Mazza Amateur Team. Il passe professionnel en 1990 au sein de l'équipe néerlandaise TVM. Il remporte sa première victoire professionnelle l'année suivante, au Trofeo Pantalica. En 1992, il s'impose dans son pays natal sur le Mazda Alpine Tour et signe une cinquième place à Milan-San Remo.
En 1995, Scott Sunderland rejoint l'équipe belge Lotto, puis la formation française Gan, et l'équipe Palmans en 1998. Cette année-là, il est renversé par le véhicule de l'équipe TVM conduit par son ancien directeur sportif Cees Priem durant l'Amstel Gold Race. Après avoir craint pour sa carrière, il fait son retour en 1999, et remporte une étape du Tour de Castille-et-León. Sélectionné dans son équipe nationale en 2000, il prend la septième place du championnat du monde.
En 2001, il rejoint l'équipe Fakta, avec lequel il signe la principale victoire de sa carrière, le Grand Prix de Fourmies.
Après une dernière saison dans l'équipe italienne Alessio-Bianchi en 2004, il rejoint l'encadrement de l'équipe CSC de Bjarne Riis en 2005.

## Palmarès

### Palmarès amateur
- 1986
  -  Champion d'Australie sur route amateurs
- 1987
  - 2e du Tour du Tessin
  - 3e du Championnat de Zurich amateurs
- 1988
  - Tour de la Bidassoa
  - Giro del Mendrisiotto
  - Grand Prix des Marronniers
  - 2e du Tour de Navarre
  - 2e du Grand Prix de Lausanne
  - 3e du Grand Prix du Faucigny
- 1989
  - Tour de la Bidassoa
  - Grand Prix du Faucigny
  - 2e du Tour du Tessin
  - 2e du Giro del Mendrisiotto
  - 3e du Rund um die Rigi
  - 3e du Grand Prix de la Liberté

### Palmarès professionnel
| - 1991 - Trophée Pantalica - 9e de Tirreno-Adriatico - 1992 - Mazda Alpine Tour - 5e de Milan-San Remo - 8e de la Wincanton Classic - 10e du Championnat de Zurich - 1993 - 3e du Grand Prix de la ville de Zottegem - 9e du Championnat de Zurich - 10e du Tour de Suisse - 10e de la Wincanton Classic - 1994 - Tour du Schynberg - 2e du Trophée des grimpeurs - 1996 - 4e étape du Tour de la Région wallonne - 1998 - Nokere Koerse - 3e du Grand Prix Pino Cerami | - 1999 - 1re étape du Tour de Castille-et-León - 1re étape du Tour de Galice - 2000 - 2e du championnat d'Australie sur route - 3e de la Course des raisins - 7e du championnat du monde sur route - 2001 - Grand Prix Pino Cerami - Grand Prix de Fourmies - 6e étape du Herald Sun Tour - 2e de la Flèche brabançonne - 2e du Grand Prix de la ville de Rennes - 3e du Grand Prix de Wallonie - 3e de Paris-Corrèze - 3e de Paris-Bourges - 2002 - 7e étape du Tour d'Autriche - 2003 - 2e de la CSC Classic |  |

### Résultats sur les grands tours

#### Tour de France
2 participations
- 1996 : 101e
- 2004 : 96e

#### Tour d'Italie
3 participations
- 1990 : hors délais (9e étape)
- 1991 : abandon (15e étape)
- 2003 : 23e

#### Tour d’Espagne
4 participations
- 1991 : non-partant (10e étape)
- 1992 : 93e
- 1993 : abandon (11e étape)
- 2004 : abandon (5e étape)

## Distinction
- Sir Hubert Opperman Trophy en 1992[1]